# Daswirdas
daswirdas ist ein Anfang der 1990er Jahre gegründetes Musikensemble, welches Werke aus der klassischen Neuen Musik (Avantgarde) interpretiert. Schwerpunkte bis jetzt waren Werke von John Cage, Urs Peter Schneider, Christian Wolff und Istvàn Zelenka.
daswirdas besteht aus:
- Matthias Bruppacher
- Nina Hitz
- Boris Previšić
- Christoph Reller
- Peter H. Rüegg
- Kaspar Singer
- Andreas Winkelmann

## Werkverzeichnis
- John Cage, Branches, 1999, Edition Wandelweiser, EWR 9901. Branches wurde am 12. Mai 1991 in Zürich im Beisein des Komponisten von daswirdas aufgeführt. Die vorliegende Aufnahme entstand in der Schwergewichtsstaumauer im Val Sumvitg (Graubünden, Schweiz) unter Ausschluss jeglicher Aussengeräusche und ist die Ersteinspielung dieses Stücks.
- John Cage, Cartridge Music, 2004, Edition Wandelweiser, EWR 0406